# Duncan Farquharson Gregory
Duncan Farquharson Gregory   (Edimburg, 13 d'abril de 1813 - Edimburg, 23 de febrer de 1844) va ser un matemàtic escocès, rebesnet de James Gregory.

## Vida i Obra
Gregory pertanyia a una distingida família d'acadèmics: el seu pare, de nom James, era catedràtic de medicina a la universitat d'Edimburg; el seu rebesavi havia sigut el conegut matemàtic James Gregory i el seu besoncle, l'astrònom David Gregory; altres oncles, cosins i germans seus també van ocupar càrrecs docents a les universitats escoceses en diverses especialitats.
El seu pare va morir quan ell tenia set anys. De 1824 a 1827 va estudiar a l'acadèmia d'Edimburg i l'any següent, va estar estudiant a Ginebra. En retornar va atendre les classes de William Wallace a la universitat d'Edimburg, convertint-se en el seu protegit i treballant en matemàtiques, química i teoria de la llum.
El 1833 es va matricular al Trinity College (Cambridge) on es va graduar el 1838. Aquest mateix any va fundar, amb els seus col·legues Robert Leslie Ellis i Samuel Greatheed, el Cambridge Mathematical Journal, revista de la que va ser editor i principal contribuent fins pocs mesos abans de morir.

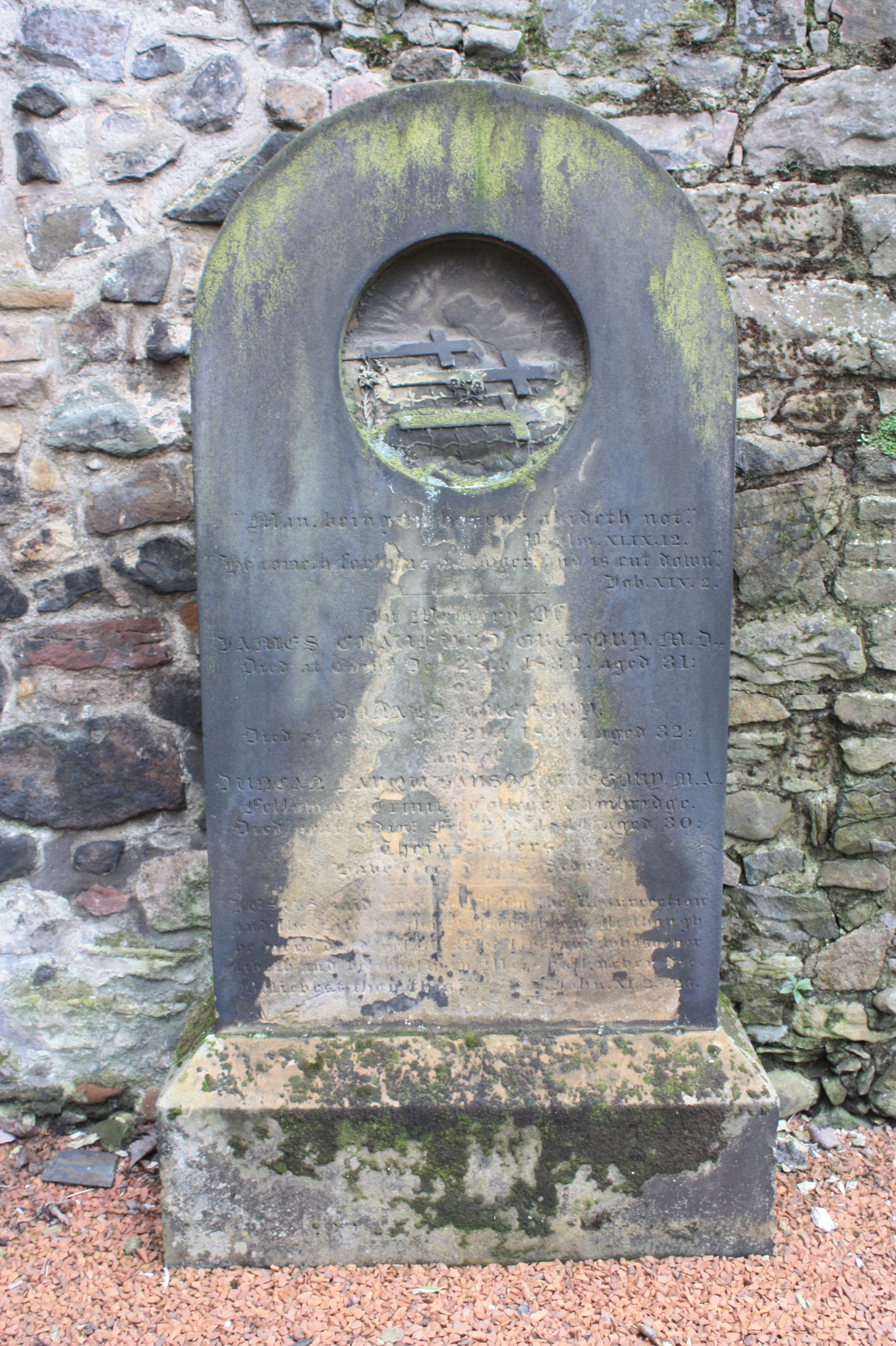
Tomba de diferents membres de la família Gregory a l'església de Canongate (Edimburg).

L'any 1840 va ser escollit fellow del Trinity College i l'any següent es va doctorar. Aquest mateix any li van oferir la càtedra de matemàtiques de la universitat de Toronto, però va declinar per la seva mala salut. Havent optat sense èxit a càtedres de la seva Escòcia natal, el estiu de 1843 va abandonar Cambridge per retornar a Edimburg, on va morir a començaments del any següent amb només trenta anys.
Gregory va ser el primer mentor de George Boole de qui va publicar els primers treballs al Cambridge Mathematical Journal. El Journal va tenir un paper fonamental en la promoció de la recerca d'una nova generació de matemàtics britànics.
De fet, va ser Gregory qui va formular (abans que Boole) la idea que l'àlgebra és la ciència dels símbols definits, no per si mateixos, sinó per les lleis que regeixen les seves combinacions, com deia en el seu article On the Real Nature of Symbolical Algebra (1840).